# Kyril Bonfiglioli
Kyril Bonfiglioli, született: Cyril Emmanuel George Bonfiglioli (Eastbourne, 1928. május 29. –‎ Jersey, 1985. március 3.), brit műkereskedő, magazinszerkesztő és képregényíró volt. Különc és szellemes Mortdecai-regényei halála óta nagy népszerűségnek örvendenek.

## Élete
Bonfiglioli a dél-angliai Eastbourne-ben született olasz-szlovén apától, Emmanuel Bonfigliolitól és angol anyától, Dorothy született Pallett-től. Anyja és bátyja egy légitámadásban haltak meg, amikor ő 14 éves volt. Miután 1947 és 1954 között a brit hadseregben szolgált, és megözvegyült, jelentkezett az oxfordi Balliol College-ba, ahol diplomát szerzett. Második feleségétől való válása után a lancashire-i Silverdale-ben, majd Jerseyben és Írországban élt. Keith Roberts-szel együtt szerkesztette a Science Fantasy magazint 1964 és 1966 között, David Warburton, a Roberts and Vinter Ltd. munkatársa kinevezésével; majd az utód Impulse magazin első néhány számát 1966-ban, mielőtt átadta a gyeplőt Harry Harrisonnak. Öt gyermek után 1985-ben Jerseyben halt meg májzsugorban.
Úgy jellemezte magát, mint „kitűnően vívó, a legtöbb fegyverrel jól lövő és gyönyörű nők sorozatos házasítója... az ital, az étel, a dohány és a beszéd kivételével mindenben tartózkodó... és mindenki szerette és tisztelte, aki csak egy kicsit is ismerte”.

## Charlie Mortdecai regények
Bonfiglioli négy könyvet írt Charlie Mortdecai főszereplésével, amelyek közül hármat még életében kiadtak, egyet pedig posztumusz, amelyet Craig Brown szatirikus és parodista fejezett be. Charlie Mortdecai a sorozat fiktív műkereskedő antihőse. Karaktere többek között egy amorális Bertie Woosterre hasonlít, időnként pszichopata hajlamokkal. Mortdecai című komikus-triller trilógiája az 1970-es években és az 1980-as évek elején a kritikusok elismerését kapta. A könyvek száraz szatíráját és fekete humorát többek között a The New Yorker is kedvezően értékelte. A könyvek „elkötelezett rajongókat vonzanak, és a legkülönbözőbb kiadványok következetesen dicsérik őket”, bár a The Paris Review egyik írója szerint „az olvasók nagyjából egyenlően oszlanak meg azok között, akik élvezik a könyvek kíméletlen, nem PC-s aljasságát, és azok között, akik megdöbbennek”.
A Don't Point That Thing At Me 1973-ban elnyerte a CWA New Blood Dagger díját, amelyet addig kiadatlan író legjobb bűnügyi regényének ítéltek oda.
Stephen Fry és Hugh Laurie színészek is rajonganak műveiért. Hugh Laurie „a kiváló Kyril Bonfigliolót” [sic] dicsérte a The Gun Seller című könyvének utószavában.
A három eredeti könyv, időrendi sorrendben kiadva:
- Don't Point That Thing At Me (Weidenfeld & Nicolson, 1972), Book One

Újra kiadva (Penguin, 2015 ISBN 978-0-241-97267-0) filmhez kapcsolódóan, „Mortdecai” címmel
- After You With The Pistol (Secker & Warburg, 1979), Book Two
- Something Nasty In The Woodshed (Macmillan, 1976), Book Three

Antológiában megjelent:
- The Mortdecai Trilogy (Black Spring Press, 1991)

Történelmi előzménytörténet Charlie egyik holland őséről: 
- All the Tea in China (Secker and Warburg, 1978)

A posztumusz befejezett folytatás:
- The Great Mortdecai Moustache Mystery completed by Craig Brown(wd) (Black Spring Press, 1999)

Bonfiglioli második felesége, Margaret posztumusz művek és anekdoták antológiáját írta és állította össze The Mortdecai ABC címmel (London: Penguin / Viking, 2001), ISBN 0-670-91084-8

### 2015-ös film
A Mortdecai című, David Koepp rendezésében készült, a könyveken alapuló film, amelyben Johnny Depp játssza a címszerepet, 2015 januárjában került bemutatásra. A film kasszabomba volt, és elsöprően negatív kritikákat kapott. A film összesített értékelése a Rotten Tomatoeson mindössze 12%.

### Magyarul megjelent
- Mortdecai – GABO, Budapest, 2015 · ISBN 9789634060109 · Fordította: Bori Erzsébet

## Fordítás
- Ez a szócikk részben vagy egészben  a   Kyril Bonfiglioli című angol Wikipédia-szócikk ezen változatának fordításán alapul.  Az eredeti cikk szerkesztőit annak laptörténete sorolja fel. Ez a jelzés csupán a megfogalmazás eredetét és a szerzői jogokat jelzi, nem szolgál a cikkben szereplő információk forrásmegjelöléseként.